# لشتاني (مقام لنجة)
لشتاني (بالفارسية: لشتانی) هي قرية تقع في إيران في بلدة شيبكوه. يقدر عدد سكانها بـ 20 نسمة .